# Ceropegia fusca
Ceropegia fusca és una espècie de la família de les Apocinàcies, endèmica de les Illes Canàries. És una planta crassa comuna localment a zones rocoses seques fins als 600 m. És una espècie que s'usa com a planta ornamental.

## Galeria

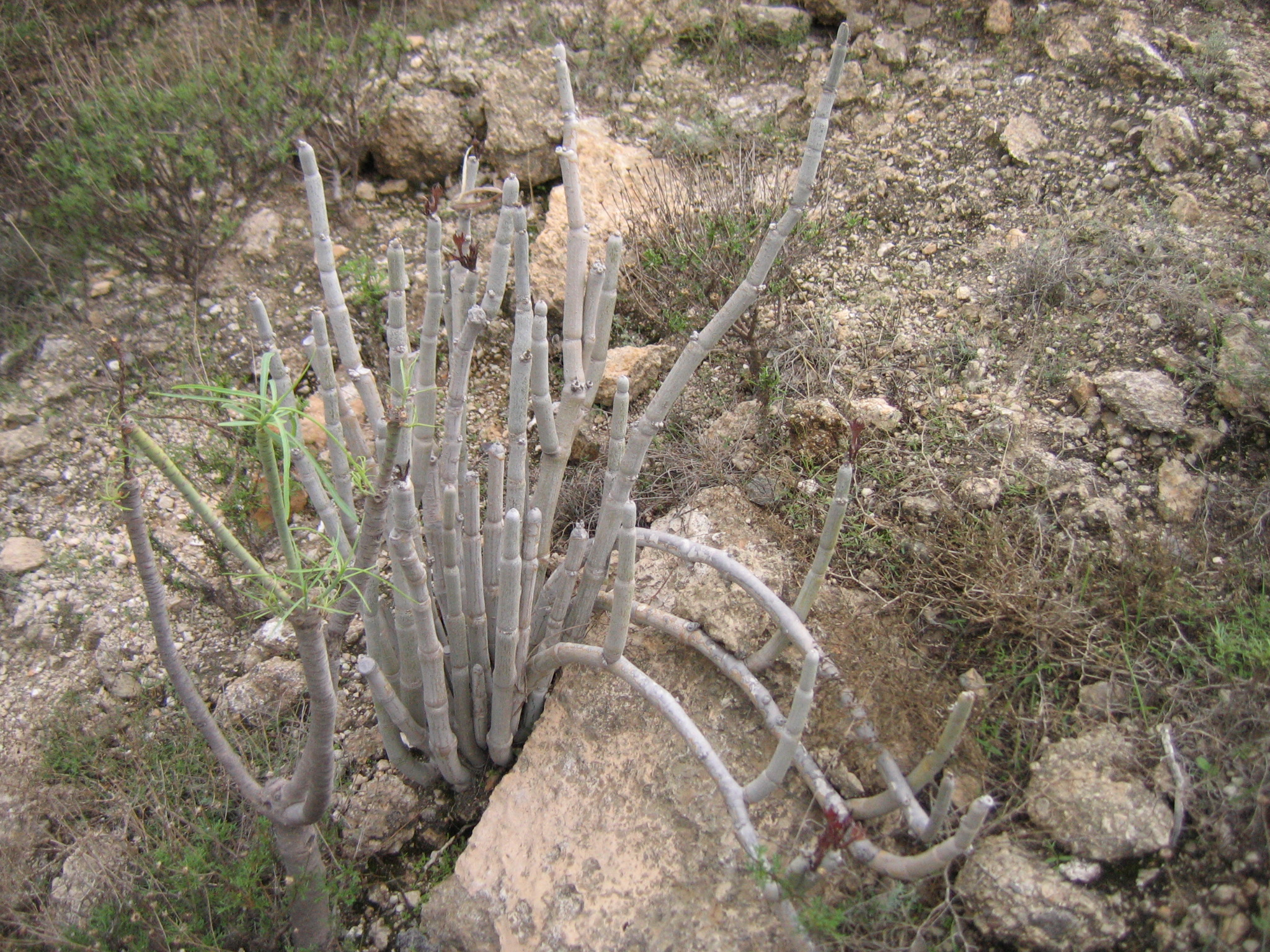
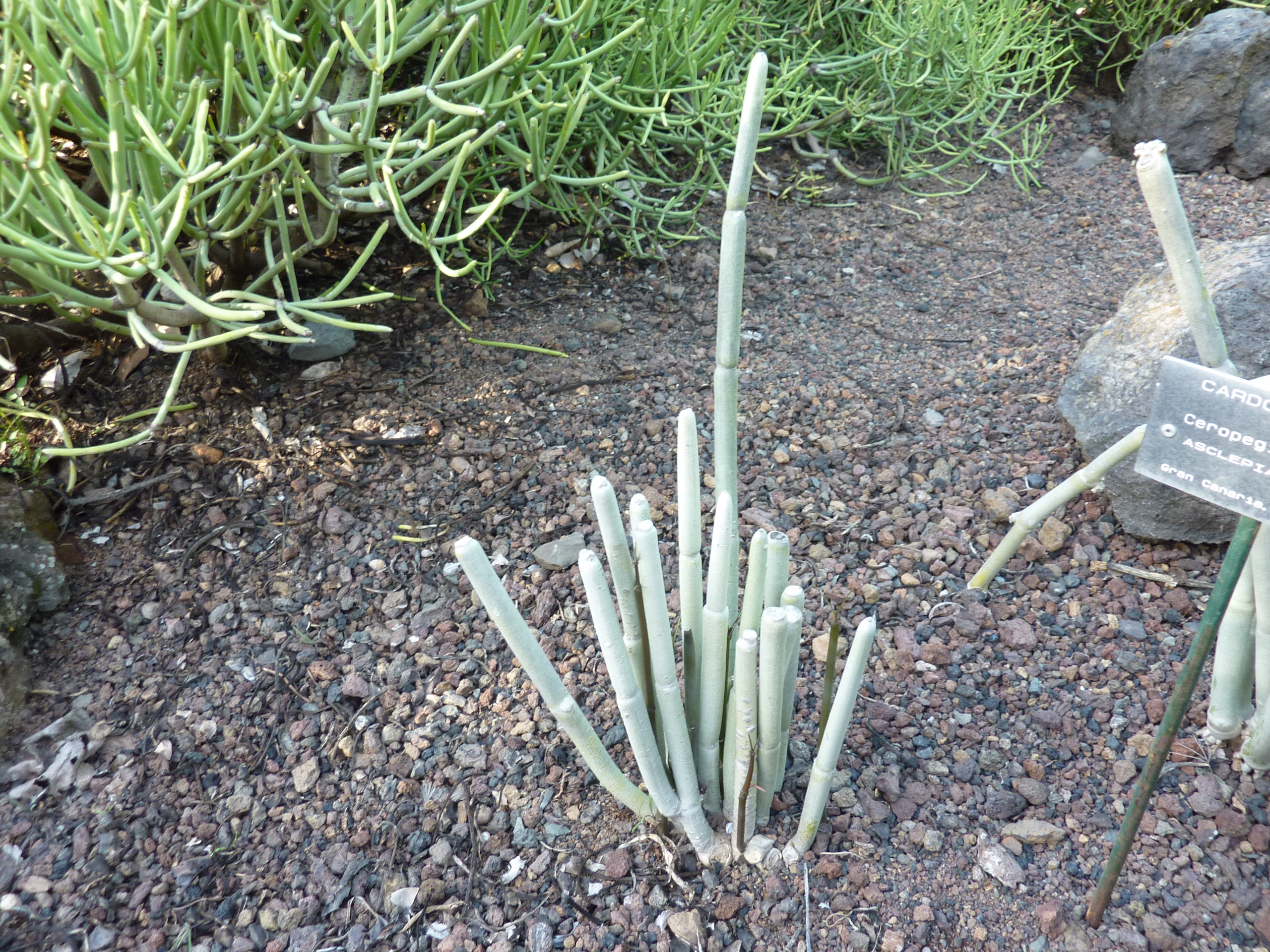
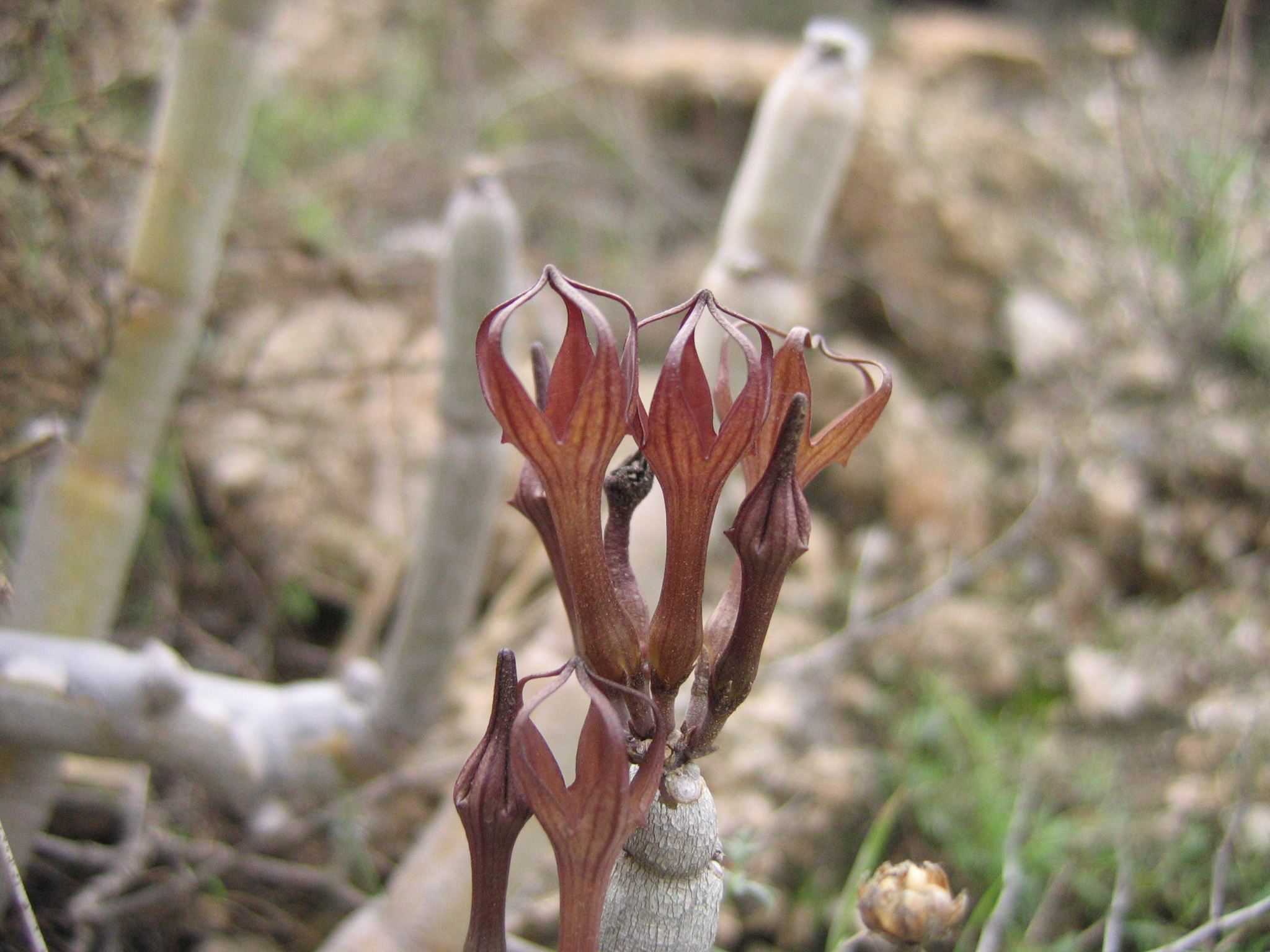